# Уриас, Хулио
Хулио Сесар Уриас Акоста (исп. Julio César Urías Acosta, 12 августа 1996, Кульякан, Синалоа) — мексиканский бейсболист, питчер клуба Главной лиги бейсбола «Лос-Анджелес Доджерс». Победитель Мировой серии 2020 года.

## Биография
Хулио Уриас родился 12 августа 1996 года в Кульякане. Летом 2012 года во время поездки в Мексику его игру увидели скауты клуба «Лос-Анджелес Доджерс»: 15-летний игрок бросал фастбол со скоростью 92 мили в час. В августе, когда Уриасу исполнилось шестнадцать лет, клуб подписал с ним контракт.
Свою профессиональную карьеру Хулио начал не в Доминиканской или Аризонской лигах для новичков, а сразу был направлен в команду уровня А-лиги «Грейт-Лейкс Лунс». Он стал самым молодым игроком в Лиге Среднего запада за последние двадцать лет. Чтобы избежать перегрузки бросковой руки, тренеры команды ограничивали его выходы на поле тремя иннингами. В восемнадцати сыгранных матчах Уриас сделал 67 страйкаутов при 16 уоках, его показатель пропускаемости ERA составил 2,48. Перед началом сезона 2014 года его перевели в состав «Ранчо-Кукамонга Куэйкс» из Калифорнийской лиги.
Начиная с 2015 года тренеры команды постепенно начали увеличивать количество его игрового времени. В сезоне 2015 года Уриас провёл на поле 80 1/3 иннингов в составе фарм-клубов четырёх разных уровней. В следующем сезоне суммарно он сыграл 122 иннинга, в том числе 82 2/3 в Главной лиге бейсбола. Также Хулио играл за «Доджерс» в плей-офф сезона 2016 года. Регулярный чемпионат 2017 года он начал питчером стартовой ротации «Доджерс», но в пяти играх потерпел два поражения при показателе пропускаемости 5,40. Уриас испытывал проблемы с плечом и для реабилитации и набора формы был переведён в фарм-клуб уровня ААА-лиги. В конце июня клуб объявил, что питчеру потребуется операция, восстановление после которой может занять до восемнадцати месяцев.
На поле Хулио вернулся во второй половине сезона 2018 года. Он сыграл восемь матчей в фарм-клубе, после чего был возвращён в основной состав «Доджерс». Вместе с командой он выиграл второй подряд титул чемпионов Национальной лиги, а также сыграл в матчах Мировой серии. Следующий сезон Уриас начал в стартовой ротации клуба, лишившей из-за травм Клейтона Кершоу и Рича Хилла. Он сыграл в четырёх матчах, в которых тренеры ограничивали количество сделанных им подач. После возвращения Кершоу в состав Хулио был переведён в буллпен. Тринадцатого мая он был арестован по обвинению в домашнем насилии. В августе лига вынесла решение о дисквалификации Уриаса на двадцать матчей. К играм он вернулся в начале сентября.
В январе 2020 года Уриас подписал с клубом новый однолетний контракт на сумму 1 млн долларов. В сокращённом из-за пандемии COVID-19 регулярном чемпионате он сыграл в одиннадцати матчах, одержал три победы. «Доджерс» по его итогам вышли в плей-офф. Хулио стал одним из ключевых игроков команды в Чемпионской серии Национальной лиги против «Атланты»: в третьей игре он сделал 101 подачу и одержал победу, а после всего трёх дня вышел на замену в решающем седьмом матче, сделал девять аутов за 39 подач и вывел «Доджерс» в Мировую серию. Всего в плей-офф он сыграл 23 иннинга, одержал четыре победы при пропускаемости 1,17, и сделал сейв в последней игре Мировой серии против «Тампы-Бэй».